# Novelda
Novelda és una ciutat del sud del País Valencià a la comarca del Vinalopó Mitjà, coneguda per la seua viticultura i el comerç d'espècies i marbre. En 2014 era la tercera ciutat en població de la comarca amb 26.292 habitants.

## Geografia
La ciutat, amb una superfície de 75,7 km², es troba a la ribera dreta del riu Vinalopó, a 250 m d'altitud sobre el nivell del mar, al cor de la comarca. Ocupa un lloc privilegiat en el pas natural entre la meseta castellana i la costa mediterrània. Eixes característiques físiques han ajudat que Novelda sempre haja sigut terra de pas per a mercaderies i persones. Al nord limita amb Elda, al nord-oest amb Monòver, al nord-est amb Petrer, a l'oest amb la Romana, al sud amb Asp i al sud-est amb Montfort.
| Monòver   | Elda | Petrer   |
| la Romana |      |          |
|           | Asp  | Montfort |

En termes físics, Novelda és en una de les zones més muntanyenques del sud del País Valencià. Envoltada per les serres de La Mola de 541 m, el Montagut de 559 m, la Serreta de 489 m, Beties de 695 m, el Sambo de 467 m, Bateig de 552 m, l'Alforna de 513 m i la Serra de les Àguiles de 513 m, la vall de Novelda, Asp i Montfort.

## Clima
El clima de Novelda és mediterrani sec, però les temperatures durant tot l'any són constants i agradables.
La seua ubicació determina una tipologia de precipitacions minses durant els mesos centrals de l'hivern, sobretot gener i febrer, que s'associen, en general, a l'entrada de fronts que, des de l'Atlàntic i molt desgastats després del seu pas per tota la península, perden la seua efectivitat pluviomètrica i tan sols deixen febles pluges en la zona. És durant la tardor i la primavera quan se solen donar més pluges. Així, són conegudes les situacions de gota freda i desenvolupaments ciclogenètics, causa atmosfèrica principal de xàfecs copiosos i de forta intensitat horària. A més, altres factors intrínsecs que influïxen en les precipitacions de Novelda són: el relleu, gradient d'altitud, distància al mar, i en particular l'enclavament geogràfic en una zona de vall.

## Hidrologia superficial
En un context general, el municipi de Novelda és a la conca del Xúquer, a nivell de confederacions hidrogràfiques. Els cabals dels seus cursos d'aigua són variables segons l'època de l'any, en funció de les precipitacions hagudes, estant generalment secs en els mesos d'estiu. A excepció del curs del Vinalopó i la Rambla de Salinetes, les lleres de la qual són permanents.
La zona es nodreix principalment per les aportacions de l'aigua de pluja, que discorre superficialment i de forma temporal per les diferents xarxes de drenatge existents en la zona. A més es poden registrar importants pujades temporals del nivell piezomètric en els aqüífers al·luvials, provocades també per les precipitacions.

## Història
Novelda és a la conca mitjana del Vinalopó, des de la prehistòria àrea de pas o via natural de comunicació entre la meseta, el sud-est i el litoral Mediterrani. Eixe fet, unit als bons recursos agrícoles i ramaders, han sigut factors determinants per a l'assentament humà i la convergència i desenvolupament de diferents cultures a través dels diversos períodes històrics.

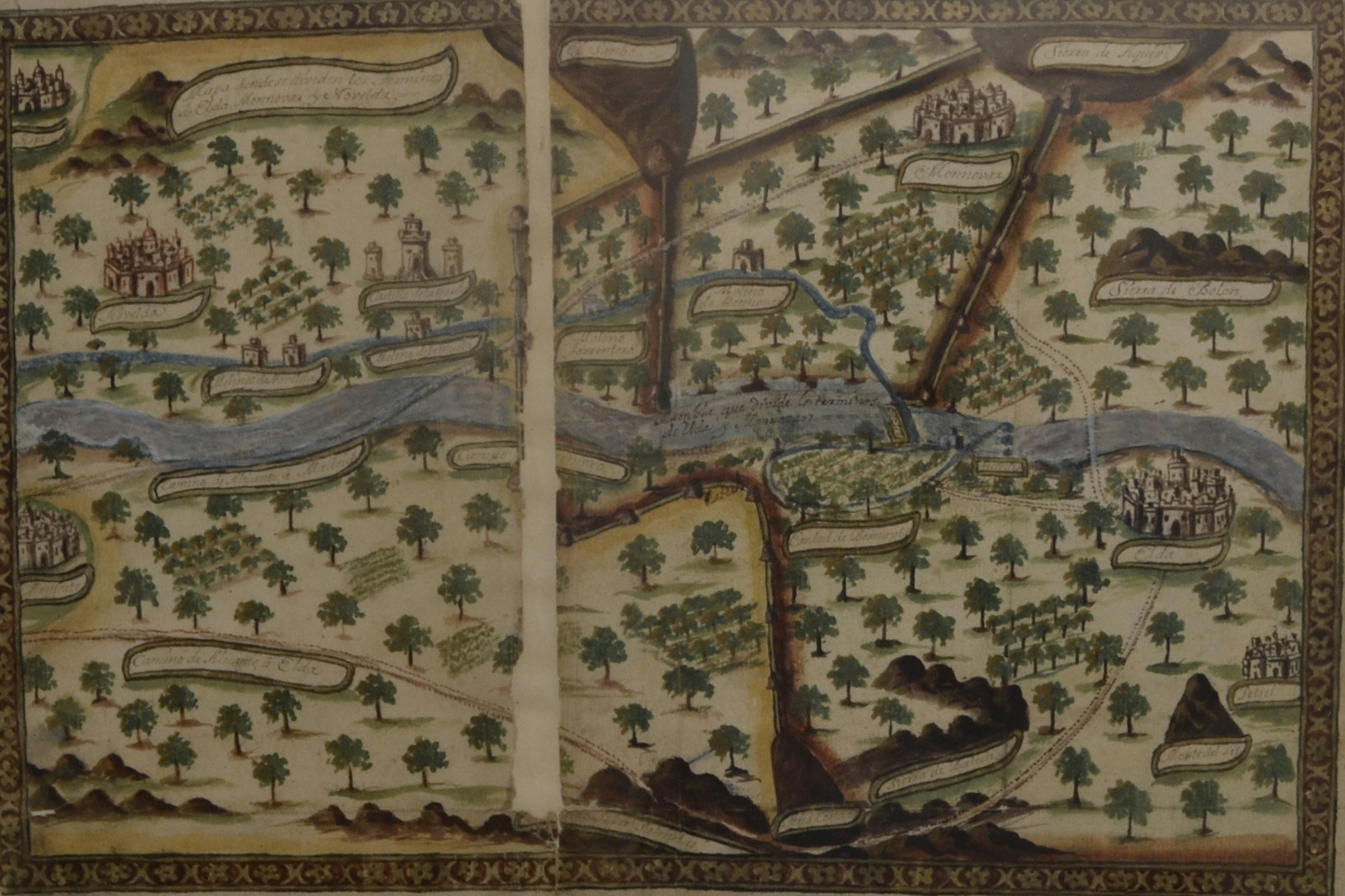
Mapa de la partició de termes entre Elda, Novelda i Monòver (1719)

Remuntant-nos a l'època Prehistòrica, l'assentament humà més antic detectat a Novelda, correspon a l'època Neolítica. En el terme són diverses les coves trobades amb restes arqueològiques, així tenim la Cova dels Misteris i la Cova del Migdia, en la Mola, on aparegueren diversos enterraments portant amb ells els utensilis utilitzats en vida pel difunt i que formaven el seu aixovar funerari. El poblament ibèric ha sigut detectat en el pla, concretament en l'àrea del Campet, formada per les terrasses del Vinalopó, estenent-se pel marge dret i esquerre del riu, entre els termes de Montfort, Novelda i Asp. A l'àrea del Campet són abundants les troballes ceràmiques de sigil·lada del sud de la Gàl·lia, hispànica i clares, lluernes de volutes, "olpes", gerros, àmfores, monedes i fíbules. Tots ells amb una cronologia que abraça des del segle i al segle v
Dins del període visigot i romà d'Orient, a l'àrea de Novelda es tenen poques notícies, estant a partir de mitjan segle ix, en època ja islàmica, concretament dins del període emiral, quan novament constatem la presència d'una comunitat islamitzada, amb el material ceràmic encontrat, a la Serra del Sambo. A partir de mitjan segle xi exercixen el control una petita comunitat rural assentada en el massís sud-oriental de la Mola, lloc on més tard es construí el castell en el tercer quart del segle xii, en època almohade.
Amb la conquesta cristiana, el 1243 Novelda passa a formar part de Castella, dins del Regne de Múrcia. És llavors quan es lliura a l'infant Don Manuel de Castella, Senyor de Villena, incloent-se en l'apanage o infantat castellà de Villena. En aquella època, La Mola i Novelda passen a formar part de l'«alfoz» alacantí, segons consta en el privilegi donat a la Ciutat d'Alacant el 1252, per Alfons X el Savi. Però aviat passa novament a la corona. Les disputes dinàstiques al regne castellà reviscolen les pretensions aragoneses pel domini de l'antic regne de Múrcia, cosa que motiva el setge de moltes ciutats, fortaleses i viles per les tropes aragoneses dirigides pel rei Jaume el Just, durant 1296-1300. Conquerit l'Emirat de Múrcia, se signa una concòrdia i pacte (Torrelles-Elx, 1304-1305), en què resten fixats definitivament els límits territorials entre el Regne de Castella i la Corona d'Aragó, passant les terres meridionals entre el Vinalopó i el Baix Segura (Oriola) a formar part el 1308 del Regne de València, que alhora era dins de la Corona Aragonesa. Durant el segle xiv, es consolida el nucli de població cristiana de La Mola, enfront de l'assentament sarraí de Novelda.
Estes terres pertanyen al senyoriu de l'Infant en Ferran, i després al conestable de França Bertran du Glesquin, el 1366. Un any després passa a les mans de Sir Hugo de Calviley, mentre que Novelda és donada a Mateo de Gournay. L'any 1378, la fortalesa és donada pel rei Pere el Cerimoniós a la seua esposa Sibil·la de Fortià i li atorga la jurisdicció civil i criminal. Més tard és Violant de Bar, dona de Joan I el Caçador, qui ven Novelda i La Mola el 1393, a Pere Maça de Liçana, almirall d'Aragó i senyor de Moixent. El 1449 hom crea la Baronia de Novelda, de la qual formen part la Romana, Monòver i Xinorla.

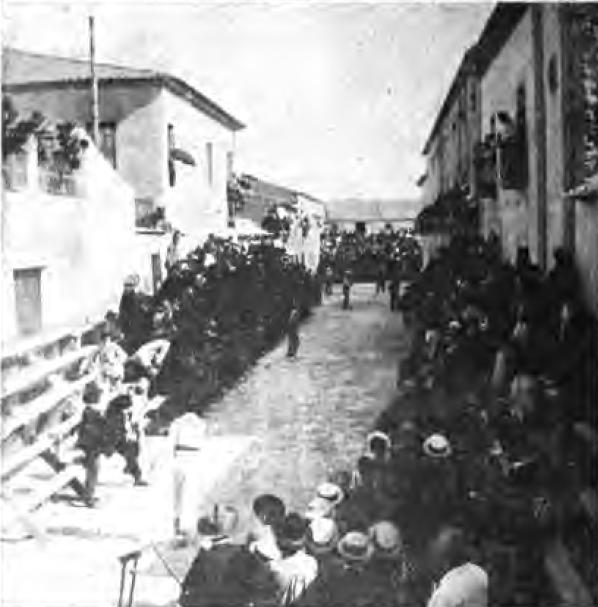
Joc de pilota valenciana a un carrer de Novelda, l'any 1908.

La vila de Novelda veu augmentada la població de cristians vells, enfront d'un contingent poblacional majoritàriament morisc, que fou obligat a batejar-se a partir de 1565. Van estar finalment expulsats el 1609, i la vila quedava quasi despoblada quan se n'anaren més de 300 famílies. El segle xvii passa entre epidèmies, sequeres i males collites. Va caldre esperar fins al final de la centúria perquè es produïra una recuperació de la població que aplegarà a quotes de més dels dos cents per cent, i així es consoliden les millores en l'agricultura i la ramaderia, base econòmica del lloc. La població dedicada no sols a les feines del camp, i a la ramaderia, desenvolupa una important feina artesanal amb el treball de la randa que ocupava més de dos mil dones i xiquetes, d'una població de 7.587 ànimes, segons el geògraf Cavanilles.
Amb l'abolició dels senyorius el 1837, i la posterior desamortització, es va consolidant una incipient burgesia agrària i comercial i el 1879 es compta amb una població que ultrapassa els huit mil habitants. Tot allò fa que nasca i es desenvolupe una burgesia comercial que en contacte amb la seua homònima catalana, de principi de segle, impregnara els novelders del nou estil arquitectònic i ornamental que era el modernisme, i es van construit ací a la ciutat un important nombre de cases escampades per la part urbana de la població, que havia experimentat un notable creixement de la població des de mitjan segle xviii.
Dels anys de pas del segle xix al segle xx corresponen la construcció del Casino i del Santuari de Santa Maria Magdalena en l'altiplà de La Mola, acabat en la dècada dels anys quaranta. El 1901 li va ser concedit el títol de ciutat. El 1929 se li segregà l'actual municipi de la Romana.

## Evolució demogràfica
Novelda té 26.146 habitants (INE 2015).
| Evolució demogràfica de Novelda | Evolució demogràfica de Novelda | Evolució demogràfica de Novelda | Evolució demogràfica de Novelda | Evolució demogràfica de Novelda | Evolució demogràfica de Novelda | Evolució demogràfica de Novelda | Evolució demogràfica de Novelda | Evolució demogràfica de Novelda | Evolució demogràfica de Novelda | Evolució demogràfica de Novelda | Evolució demogràfica de Novelda | Evolució demogràfica de Novelda | Evolució demogràfica de Novelda | Evolució demogràfica de Novelda | Evolució demogràfica de Novelda | Evolució demogràfica de Novelda | Evolució demogràfica de Novelda | Evolució demogràfica de Novelda | Evolució demogràfica de Novelda | Evolució demogràfica de Novelda | Evolució demogràfica de Novelda | Evolució demogràfica de Novelda | Evolució demogràfica de Novelda |
|                                 | 1857                            | 1887                            | 1900                            | 1910                            | 1920                            | 1930                            | 1940                            | 1950                            | 1960                            | 1970                            | 1981                            | 1991                            | 2001                            | 2006                            | 2007                            | 2008                            | 2009                            | 2010                            | 2011                            | 2012                            | 2013                            | 2014                            | 2015                            |
| ------------------------------- | ------------------------------- | ------------------------------- | ------------------------------- | ------------------------------- | ------------------------------- | ------------------------------- | ------------------------------- | ------------------------------- | ------------------------------- | ------------------------------- | ------------------------------- | ------------------------------- | ------------------------------- | ------------------------------- | ------------------------------- | ------------------------------- | ------------------------------- | ------------------------------- | ------------------------------- | ------------------------------- | ------------------------------- | ------------------------------- | ------------------------------- |
| Població                        | 7.927                           | 9.648                           | 11.388                          | 12.045                          | 11.994                          | 9.508                           | 10.349                          | 10.598                          | 12.911                          | 17.344                          | 20.776                          | 21.928                          | 24.111                          | 26.335                          | 26.525                          | 27.008                          | 27.135                          | 27.104                          | 26.873                          | 26.692                          | 26.517                          | 26.292                          | 26.146                          |

## Economia
L'agricultura noveldera gira entorn del monocultiu del raïm de taula dins de les seues dues varietats principals Aledo i Ideal, famoses per la bossa de paper en la qual s'introduïx el raïm. La bossa de paper protegix per una part de les inclemències del temps i per altra dels tractaments fitosanitaris. En conclusió, es tracta d'un fruit d'alt valor comercial amb una qualitat excepcional, el qual és una de les escasses fruites europees capaç de ser consumida fresca a Nadal, especialment la Nit de cap d'any.
L'activitat industrial més important és la fabricació i elaboració de marbre i de pedra natural. Una altra activitat industrial representada al municipi és l'agroalimentària, especialitzada en l'envasament i comercialització d'espècies, condiments (especialment el safrà) i infusions. Va nàixer a la darreria del segle xix i va fer de Novelda un centre important d'envasament. Hui dia hi ha un gran nombre d'empreses familiars dedicades a eixa activitat.

## Política i govern

### Composició de la Corporació Municipal
El ple de l'Ajuntament està format per 21 regidors. A les eleccions municipals de 26 de maig de 2019 foren elegits 11 regidors del Partit Socialista del País Valencià (PSPV-PSOE), 4 de Ciutadans - Partit de la Ciutadania (Cs), 2 del Partit Popular (PP), 2 de Compromís per Novelda (Compromís), 1 de Guanyar Novelda-Seguim Endavant (GN-SE) i 1 de Vox.
| Eleccions municipals de 26 de maig de 2019 - Novelda |                                          |                                     |                                     |         |          |          |
| Candidatura | Candidatura                              | Candidatura                         | Cap de llista                       | Vots    | Vots     | Regidors |
| | Partit Socialista del País Valencià-PSOE |                                     | Fran Martínez Alted                 | 5.828   | 45,09%   | 11 (+5)  |
| | Ciutadans - Partit de la Ciutadania      |                                     | Armando José Esteve López           | 2.516   | 19,47%   | 4 (-2)   |
| | Partit Popular                           |                                     | Hortensia Pérez Villareal           | 1.397   | 10,81%   | 2 (-3)   |
| | Compromís per Novelda                    |                                     | Silvia Ana Tomás                    | 1.320   | 10,21%   | 2 (-1)   |
| | Guanyar Novelda-Seguim Endavant          |                                     | Maje Agües Martínez-Díez            | 981     | 7,59%    | 1 ()     |
| | Vox                                      |                                     | Margarita Serrano Mira              | 788     | 6,10%    | 1 (+1)   |
| | Vots en blanc                            |                                     |                                     | 95      | 0,74%    |          |
| Total vots vàlids i regidors | Total vots vàlids i regidors             | Total vots vàlids i regidors        | Total vots vàlids i regidors        | 12.925  | 100 %    | 21       |
| | Vots nuls                                | Vots nuls                           | Vots nuls                           | 118     | 0,90%    |          |
| Participació (vots vàlids més nuls) | Participació (vots vàlids més nuls)      | Participació (vots vàlids més nuls) | Participació (vots vàlids més nuls) | 13.043  | 65,87%** |          |
| Abstenció | Abstenció                                | Abstenció                           | Abstenció                           | 6.757*  | 34,13%** |          |
| Total cens electoral | Total cens electoral                     | Total cens electoral                | Total cens electoral                | 19.800* | 100 %**  |          |
| Alcalde: Fran Martínez Alted (PSPV) (15/06/2019) Per majoria absoluta dels vots dels regidors (11 vots de PSPV)                                         |                                          |                                     |                                     |         |          |          |
| Fonts: Ministeri de l'Interior. Junta Electoral de Zona d'Elda Periòdic Ara. (* No són vots sinó electors. ** Percentatge respecte del cens electoral.) |                                          |                                     |                                     |         |          |          |

### Alcaldes
Des de 2019 l'alcalde de Novelda torna a ser Fran Martínez Alted del PSPV qui ja va ser-lo entre 2015 i 2016.
| Període                       | Alcalde o alcaldessa                                | Partit polític            | Data de possessió                | Observacions                              |
| ----------------------------- | --------------------------------------------------- | ------------------------- | -------------------------------- | ----------------------------------------- |
| 1979–1983                     | Salvador Sánchez Arnaldos                           | PSPV-PSOE                 | 19/04/1979                       | --                                        |
| 1983–1987                     | Salvador Sánchez Arnaldos                           | PSPV-PSOE                 | 28/05/1983                       | --                                        |
| 1987–1991                     | Salvador Sánchez Arnaldos                           | PSPV-PSOE                 | 30/06/1987                       | --                                        |
| 1991–1995                     | Luís Gómez Díez                                     | PSPV-PSOE                 | 15/06/1991                       | --                                        |
| 1995–1999                     | Milagrosa Martínez Navarro Luís Gómez Díez          | PP PSPV-PSOE              | 17/06/1995 15/07/1997            | Dimissió --                               |
| 1999–2003                     | Milagrosa Martínez Navarro                          | PP                        | 03/07/1999                       | --                                        |
| 2003–2007                     | Milagrosa Martínez Navarro José Rafael Sáez Sánchez | PP                        | 14/06/2003 14/09/2004            | Incompatibilitat --                       |
| 2007–2011                     | Mariano Beltrà Alted                                | PSPV-PSOE                 | 16/06/2007                       | --                                        |
| 2011–2015                     | Milagrosa Martínez Navarro                          | PP                        | 11/06/2011                       | --                                        |
| 2015–2019                     | Fran Martínez Alted Armando José Esteve López       | PSPV-PSOE UPiD No adscrit | 13/06/2015 30/08/2016 03/04/2019 | Moció de censura UPiD+PP Canvi de grup -- |
| 2019-2023                     | Fran Martínez Alted                                 | PSPV-PSOE                 | 15/06/2019                       | --                                        |
| Des de 2023                   | n/d                                                 | n/d                       | 17/06/2023                       | --                                        |
| Fonts: Generalitat Valenciana |                                                     |                           |                                  |                                           |

## Modernisme
La situació socioeconòmica nacional, a les acaballes del segle xix va provocar a Novelda la formació d'una burgesia originada per la revitalització del comerç i el desenvolupament de l'agricultura. Eixa burgesia es va preocupar per aplicar als seus edificis els cànons marcats per la moda imperant del moment: el modernisme, que constituïx actualment un conjunt monumental de gran valor historicoartístic.
En referència als trets que caracteritzen estes cases palatines modernistes, cal dir que presenten una distribució corresponent a tres funcions: la funció social (entrades, vestíbuls, salons), la funció privada (sala, menjador, gabinet, despatx, biblioteca) i la funció unitària (cuina, safareig, bany, servei domèstic). Esta estructura interna de la casa òbviament es complica o se simplifica segons les diferents capes socials i el seu respectiu nivell econòmic.
Curiosament, en esta ciutat hi ha tres dels millors exemples del modernisme en terres valencianes: La Casa Museu Modernista, el Centre Cultural Gómez-Tortosa i la Casa Mira. Esta última, no visitable en tractar-se d'una propietat privada, alberga característiques comunes a les abans esmentades i és també una de les millor conservades.

## Edificis i llocs d'interés

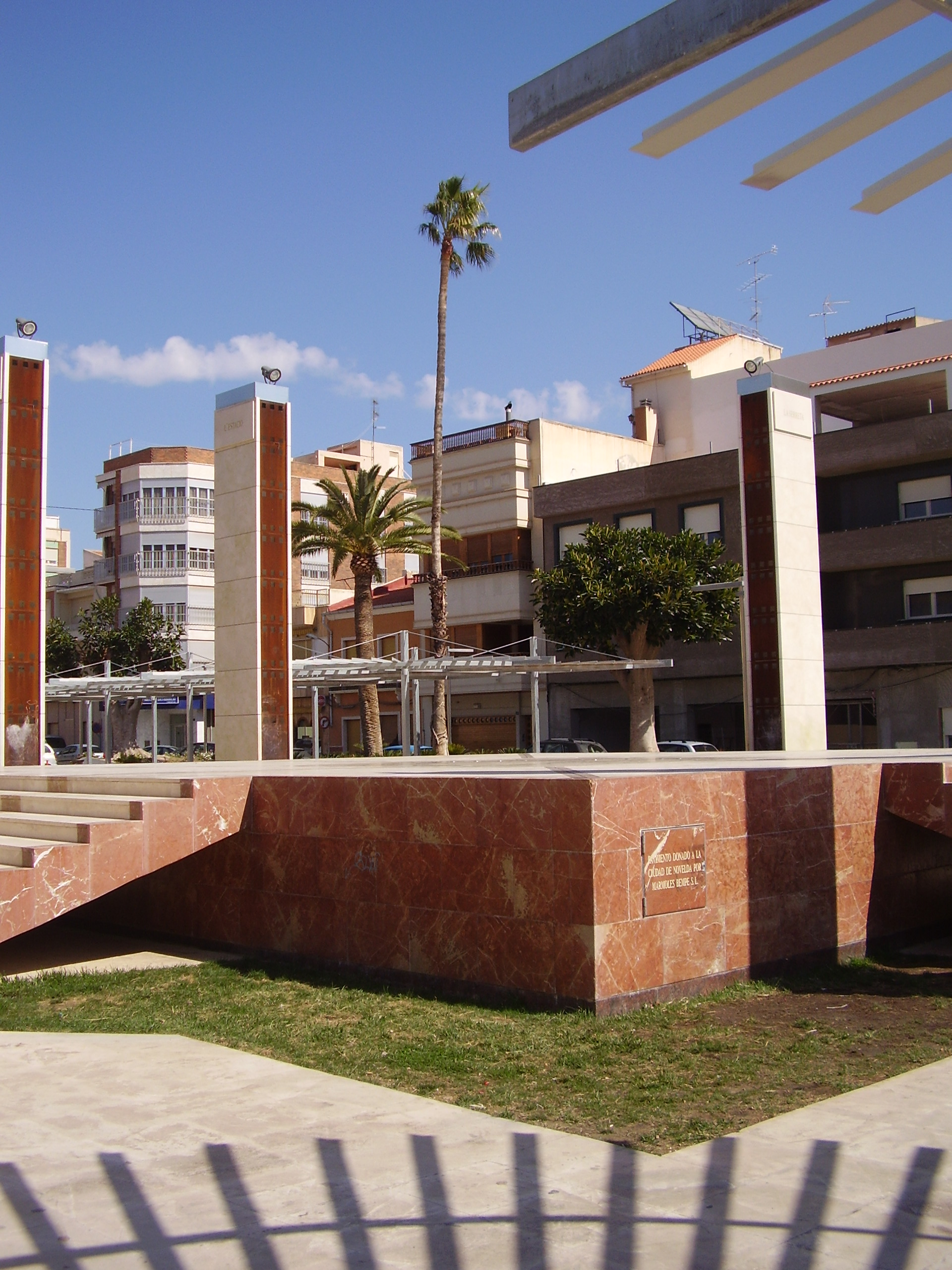
La Glorieta.

### Ajuntament
La façana i el pòrtic són una clara mostra de l'arquitectura civil valenciana del segle xvii. Destaca per la seua rigidesa i solidesa. El pòrtic, de doble arc, constituïa l'antiga llotja. Enfront de l'Ajuntament, a la plaça Vella, és al centre el monument a Jorge Juan i Santacilia inaugurat en 1913.

### Monument a Jorge Juan
L'estàtua de bronze fou inaugurada el 1913. Jorge Juan, cèlebre científic i marí, nasqué en Novelda el 1713 i era conegut a Europa com el Savi Espanyol. Juan va formar part de la Royal Academie des Sciences i de la Royal Society. Sens dubte va ser un dels personatges més importants del segle xviii. A més dels seus treballs científics i acadèmics, va tindre tasques prou difícils de fer: va ser espia al Regne Unit i també va elaborar un informe secret sobre la situació política, social i econòmica dels virregnats. Però Jordi Joan és més conegut pel descobriment que va fer junt amb el seu company, Antonio de Ulloa, sobre la mesura de l'arc de meridià i d'un grau terrestre. El seu retrat ha sigut familiar als espanyols durant uns anys, ja que ocupava una de les cares d'un dels bitllets de deu mil pessetes.

### La Glorieta
Els terrenys on s'ubica van ser cedits pel Duc de Medina-Sidonia, descendent dels Marquesos de La Romana, en les últimes dècades del segle xix. El primer nom amb què es coneixia aleshores la Glorieta fou "plaça de la Fernandina" en agraïment a la donació efectuada i en honor d'una de les filles del Duc. Va ser coneguda com a plaça de la Fernandina durant molts anys fins que la mateixa ciutadania la va batejar popularment amb el nom de la Glorieta, que encara conserva actualment.
En el seu origen, foren diverses les activitats que se projectaren sobre ella, com el Mercat d'Abastos, sense que cap d'elles aplegara a bon termini, atès que amb les construccions dels primers habitatges i els seus corresponents carrers, la seua utilitat fou per a zona d'esplai, plantant-se els seus primers arbres i instal·lant-se la seua primera font. A pesar de tot, va acollir el mercat dels dimecres i els dissabtes. Al llarg de la seua història, La Glorieta ha patit diverses remodelacions. El 1927, s'inaugurà un quiosc amb l'objectiu d'allotjar bandes de música en la seua part superior, utilitzant la part inferior com a cafeteria. El 1943, el quiosc fou substituït per una lluminosa font que, al cap de poc, va ser reemplaçada per un templet obert i el traçat del qual se deu al novelder D. Patrici Payá. En els anys 80 la Glorieta va patir una altra remodelació, adquirint la imatge i l'estructura que ha tingut durant qualque més de vint anys. Ha patit la seua última reforma o remodelació, la qual se dissenya amb l'objectiu de testimoniar la realitat de la Novelda actual, tant en el seu estil i realitat arquitectònica, com en el simbolisme dels diferents elements que la conformen. La Glorieta és encara l'espai urbà més emblemàtic de la ciutat, i es troba pràcticament al centre geogràfic de la trama urbana. D'estil clarament minimalista, tant per les formes adoptades en el seu disseny com per l'elecció dels materials emprats, o pels elements de mobiliari urbà.

### Santuari de Santa Maria Magdalena

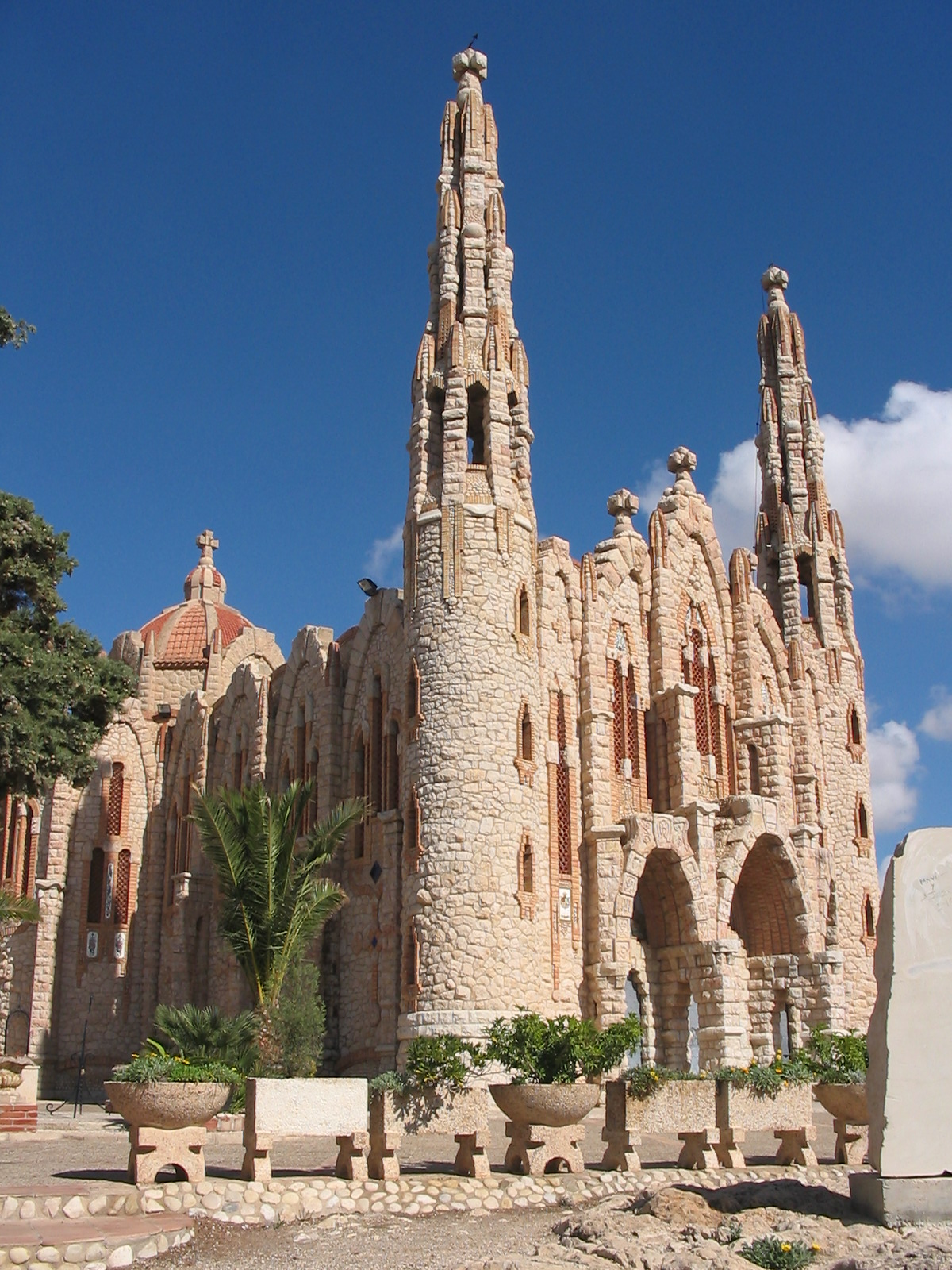
Santuari de Novelda.

El santuari de Santa Maria Magdalena fou construït a partir d'un projecte que va traçar l'enginyer novelder Josep Sala Sala, qui va impregnar al seu projecte de l'estil modernista català. El santuari recorda al Temple Expiatori de la Sagrada Família. La seua construcció, començada en 1918, va necessitar tres fases, per donar per acabada l'obra en 1946. A la façana principal destaquen dues torres laterals de 25 m d'alçada culminades per una creu pètria que també és en la cúpula i sobre els arcs superiors de la façana. Té forma de pitxer, simbolitzant el pitxer que la Santa portà de bàlsam a Jesús, i constituïx una forma original i única en el món. Els motius decoratius deuen tenir antecedents en els estils medievals, barrocs i en la mateixa naturalesa. Eixes influències van dur l'autor a combinar cudols del Vinalopó, taulells policromats, rajoles rogenques, maçoneria, etc., hi ha santa Maria Magdalena, patrona de Novelda, i al darrere de l'altar podem admirar un bell quatre atribuït a Gastó Castelló.

### Museu Arqueològic
La seua creació data de 1980, sent reconegut oficialment pel Ministeri de Cultura, Direcció General de Belles Arts, Arxius i Museus en 1983, any en què va ser traslladat a la Casa de la Cultura, ubicació actual. L'any 1996, el Museu Arqueològic és reconegut oficialment per la Conselleria de Cultura de la Generalitat Valenciana com a Museu Històric de la Ciutat. Seccions d'Arqueologia i Paleontologia. El 2003 va patir una remodelació per al seu condicionament a les noves tendències museístiques, la qual cosa ha permès la conservació, exposició i difusió dels costums i vida quotidianes dels nostres avantpassats, fent un recorregut des del Paleolític fins als nostres dies. El Museu Arqueològic compta amb un important fons fundacional de materials de bronze, ferro, ceràmics, restes de fauna, etc., que superen els 2.500 objectes i que van, cronològicament, des del Paleolític fins a l'Edat Mitjana. Objectes provinents de jaciments de la conca del Vinalopó, així com d'altres zones peninsulars, exposats en vitrines seguint períodes culturals que comprenen des del Paleolític Inferior, algunes fases del Paleolític Superior, Època de Bronze, cultura Ibèrica i Romana; i comptant amb objectes d'èpoques islàmica i medieval. El Museu Arqueològic guarda un gran conjunt d'important valor patrimonial que ens ha permés recuperar i conservar materials de caràcter històric i etnogràfic dels nostres antics pobladors.

### Parròquia Arxiprestal de Sant Pere Apòstol
Es va començar a construir en 1553 i ha anat patint amb el pas dels anys diferents i importants canvis. Destaquen, en 1740, una restauració de la façana principal que presenta característiques barroques i la construcció en 1742 de la Capella de l'Aurora, en 1910 la construcció d'un nou campanar. Presidix la façana principal una escultura de Sant Pere, realitzada en 1957 per un artista local, Gaspar Vicent Ramon.

### Església de Sant Roc
És a la plaça de Santa Teresa de Jornet, adossada a l'asil d'ancians, antic hospital. S'inaugurà en 1668, acomplint el Consell amb la promesa feta davant una greu epidèmia de pesta que va assolar la població.

### Casa Mira

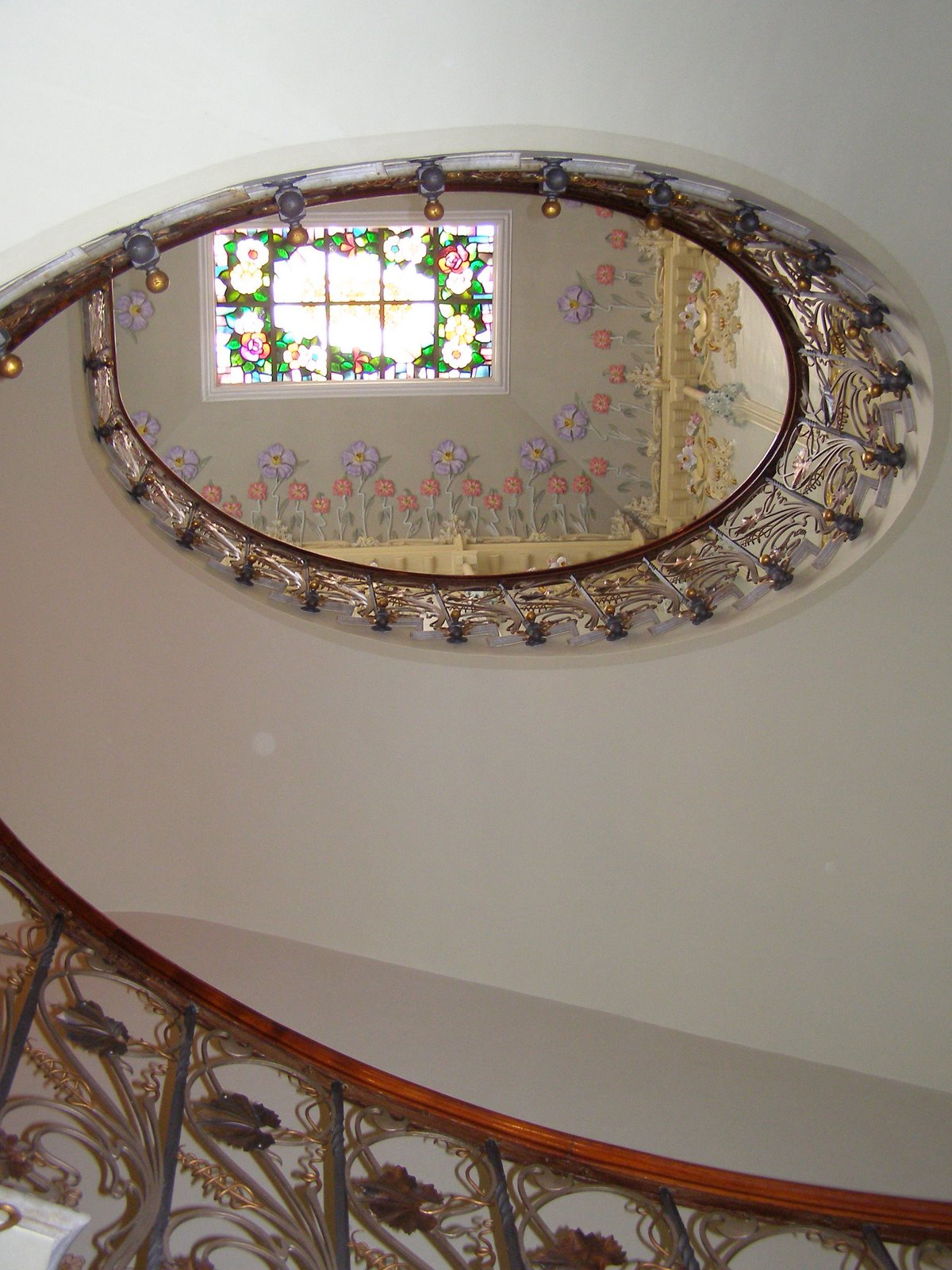
Interior d'una casa modernista

A la placeta de Sant Vicent, és una de les joies arquitectòniques que enriquixen el patrimoni cultural i artístic de Novelda. Construïda a principi de segle pel destacat colliter i exportador de vins i oli, el senyor Francisco Mira Abad, sobre el solar que ocupara l'antic habitatge dels seus pares, es compon de planta baixa i dos pisos. Va ser projectada, sobretot en el seu interior, seguint l'estil d'altres habitatges que s'acabaven de construir en aquell moment a Novelda, guardant una gran similitud amb la casa de la senyora Antonia Navarro Mira, la "Pitxotxa", actual Casa Museu Modernista, atés que en la seua construcció van intervindre els mateixos artesans que ja havien treballat en la construcció de la casa del carrer Major, com el mestre obrer Ceferino Escolano, qui utilitzaria alguns elements decoratius d'estes cases en la construcció de la seua casa al carrer de Sant Alfons. També va intervindre el marbrista Felipe Navarro Segura, encarregant-se de la ferreria Samuel Pérez, en tant que José Yori Vidal i José Valero Mira es van fer càrrec de la talla en fusta i de la decoració, el murcià Andrés Puixant. L'electricitat va ser realitzada per la prestigiosa firma Juan Wenzel i CIA., que tenia oberts despatxos a Madrid i Barcelona. Tots estos artesans van mostrar la seua professionalitat en esta casa que produïx en el visitant una verdadera commoció dels sentits, a causa de la gran profusió d'ornaments decoratius, alguns dels quals també van ser utilitzats en la casa del carrer Major, amb l'aplicació de vius colors emprats en les zones on van ser utilitzades pintures a l'oli. La defunció del propietari en la finca que posseïa en Agost va deixar inconclusa la casa.

### Centre Cultural Gómez-Tortosa
Edifici propietat de l'Ajuntament de Novelda que mostra l'esplendor del modernisme de les cases particulars d'esta ciutat. Consta de tres plantes i va ser construït al principi de l'últim terç del segle xix, el qual va patir una profunda reestructuració i ampliació de la seua planta en 1901, en ser adquirit per la senyora Antonia Navarro Mira, qui hi va incorporar elements decoratius i arquitectònics propis del modernisme. L'edifici es va constituir com a casa familiar i va ser residència dels Comtes de Gómez-Tortosa-Tortosa. Encara que el seu aspecte exterior no crida l'antenció, en estar més prop de les composicions arquitectòniques del segle xix, és el seu interior el que sí que ho fa, ja que oferix bons exemples de decoració i distribució típica de les cases de la burgesia de principis de segle xx. És de ressenyar les columnes i enreixats de ferro colat, escala de buit ovalat, claraboia, pati rodejat de columnes de roca calcària d'estil corinti sobre base de marbre roig de la zona, saló dels tapissos pintats per Lorenzo Pericás rodejat de sòcol de roure tallat amb taulelleria policromada, capella, mobles d'època i la resta d'elements que reflectixen l'exquisit gust modernista de l'època.

### Casa Museu Modernista
Casa Museu Modernista va ser manat construir a l'inici del segle xx, concretament el 1901, per la propietària, Antonia Navarro Mira, a l'arquitecte Pedro Cerdán Martínez, autor del projecte. És un dels habitatges més ben conservats en el qual s'aprecia amb més profusió i esplendor la decoració pròpiament modernista. Hui és propietat de la Caixa d'Estalvis del Mediterrani (CAM), es compon de planta baixa i dos pisos, destaca una excel·lent obra d'enreixats en finestres i balcons, però és en el seu interior on es desenvolupen amb tota la seua opulència els elements propis del modernisme: fusta tallada, vidres, estucs, pintures de sostres i murals, marbres, mobles d'època, etc., destacant pel seu singular bellesa l'escala i el pati rodejat de columnes de marbre blanc.

### Castell de la Mola

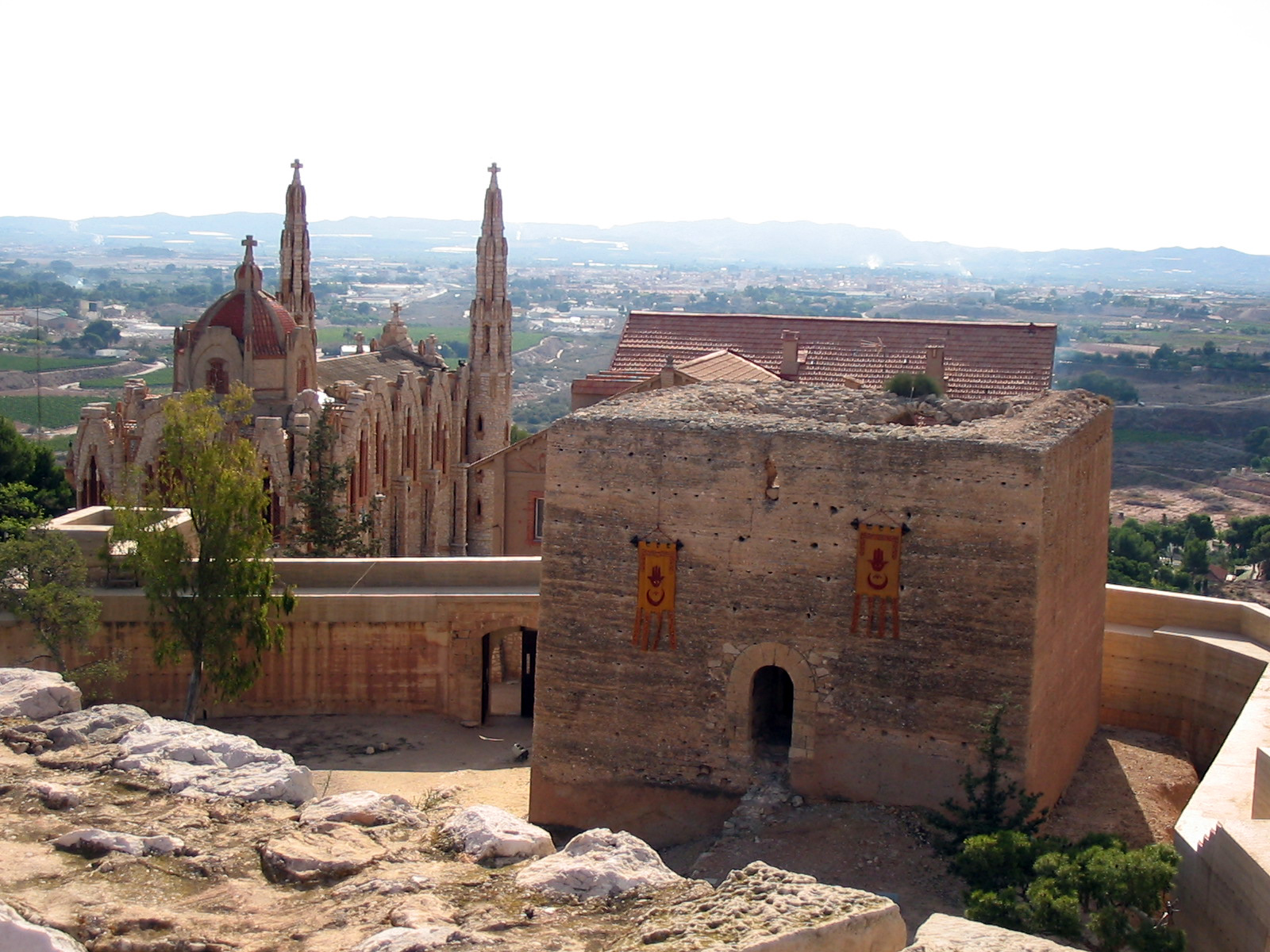
Castell de la Mola.

El Castell de la Mola és sobre un petit altiplà a 360 m. d'altitud amb relació a la mar. Dista a 3 km. de la població de Novelda, en direcció nord-oest. Destaca especialment la seua torre de planta triangular.

## Gastronomia
Novelda ha recollit les influències gastronòmiques de tota la zona fins a treure el millor i oferir-lo en un menú en el que destaquen els gaspatxos, fassegures, la gatxamiga, l'arròs amb conill i caragols, els Alls en giraboix (cua de vedella, tomaques seques, nyores, alls, cebes, cards, botifarres blanques i dures, patates i oli crú, fetge de pollastre, ous durs, pa torrat i les botifarres que es trauen dels alls) o el caldo novelder, elaborat amb tomaques madures, albergina, pebrot roig, ceba, anxoves, olives i un gra d'all, el "bullitori" de bacallà (típic dels divendres de quaresma), el forment picat, l'arròs caldós amb verdures, el putxero, etc.

## Festes

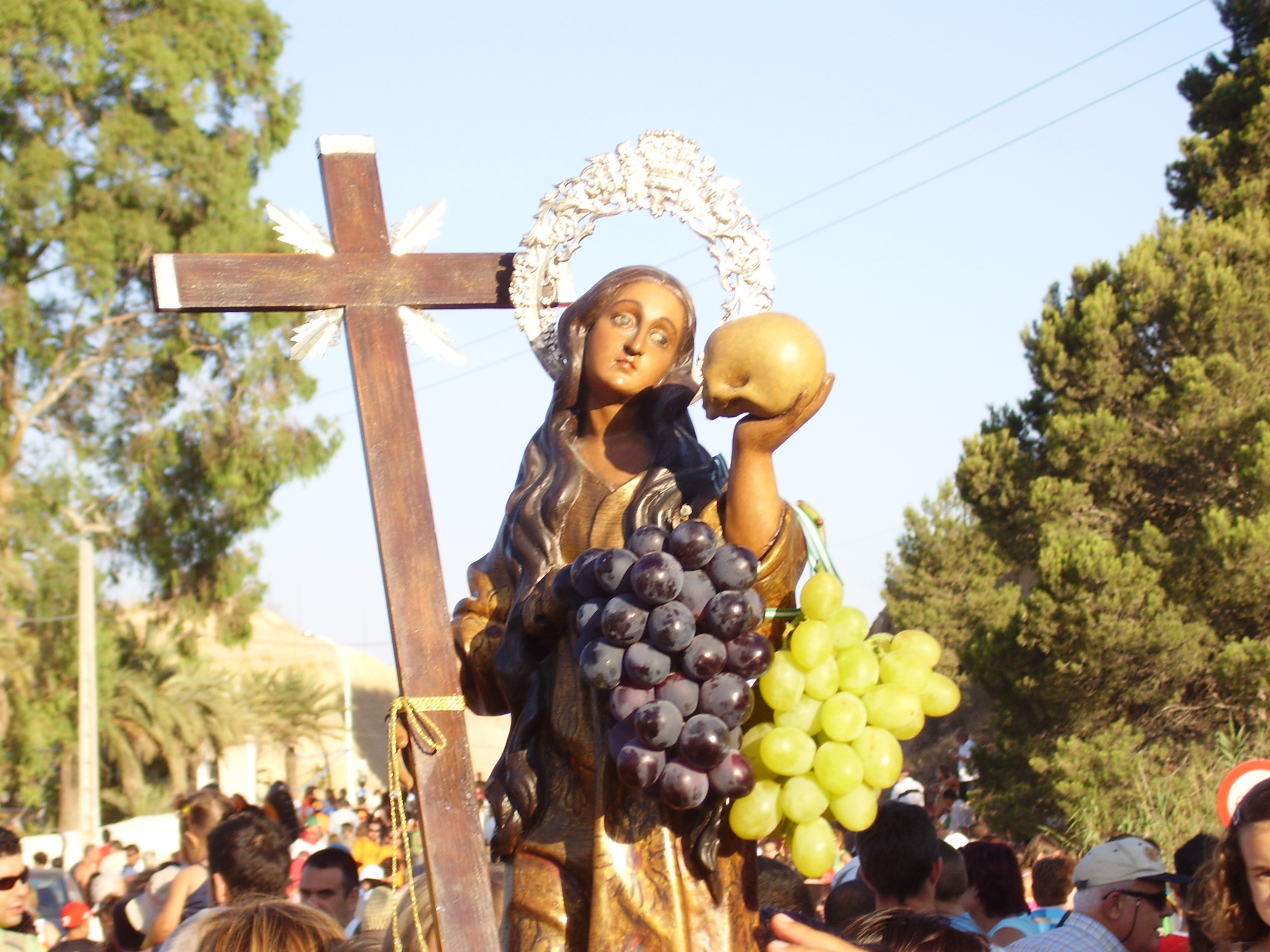
La santeta del Castell

Entre el 19 i el 25 de juliol tenen lloc les festes de Moros i Cristians i les festes Patronals. El 20 de juliol se celebra una romeria de la Baixada de Santa Maria Magdalena (La Baixà de la Santa) baixant la imatge de la Santa al poble des del Santuari de Santa Maria Magdalena. El 22 de juliol se celebra la festivitat de Santa Maria Magdalena. El 21 i el 23 tenen lloc les desfilades de Moros i Cristians. El primer dilluns d'agost es trasllada la imatge de la Santa al Santuari.
Una altra festa pròpia de la ciutat és la "processó de les 40 hores" que se celebra tots els dimarts de Carnestoltes. En este acte se trau la Sagrada Forma pels carrers del centre de la ciutat. Crida l'atenció que en un dia pagà com el Carnestoltes se celebre un acte religiós. L'origen ve per una pesta que va assetjar la ciutat i, des d'aleshores, li fou concedida a la ciutat este privilegi papal per resoldre la pena.
La Setmana Santa també la podem considerar com una de les tradicions pròpies, religioses, patrimonials i populars que manté la població de Novelda. Amb quasi 3.000 confrares de participació en l'actualitat, es manté viva des que en l'any 1880 processó a Novelda de forma oficial el Sant Soterrament. És de gran bellesa la majoria del patrimoni escultòric processional, tenint en els Germans Blanc, un dels màxims exponents a Novelda de la imatgeria valenciana del segle xx.

## Personatges il·lustres
- Jordi Joan i Santacília (Novelda; 1713 - Madrid; 1773), científic, marí i diplomàtic
- Josep Navarro Terol (Novelda 1770 - Barcelona 1809), heroi de la guerra del Francès, a Barcelona té dedicat el carrer del Sotstinent Navarro
- Tomàs Abad Alenda, alcalde de Novelda el 1901-1903
- Francisco Escolano Gómez (Novelda, 1901-1962), catedràtic, escriptor i cronista de Novelda
- Pascual García (Novelda, 1907 – 1986), poeta popular